# Fremont (Ohio)
Fremont er en by i og er county seat af Sandusky County, Ohio, USA. Byens befolkning var 16.734 i 2010.[kilde mangler]